# 高蹺濱鷸

，是鸻形目丘鹬科的一种鸟类。是一種小型的濱鳥。其學名源自古希臘語。屬名 kalidris 或 skalidris 是亞里士多德用來描述一些灰色水邊鳥類的術語。種名 himantopus 的意思是「帶狀足」或「皮帶足」。

## 分類
這種鷸與較小的鷸屬鷸或「矮鷸」有些相似。DNA序列資訊無法確定它應該被歸入濱鷸屬（Calidris） 或單型屬 Micropalama。 它似乎與彎嘴濱鷸最為接近, 這也是另一種僅暫時被歸入濱鷸屬（Calidris） 的異常物種，可能與其一起被分在 Erolia。

## 描述
高跷鹬体重约57.24克，翼长约126.8毫米，嘴峰长约43毫米，喙宽度约2.8毫米，喙厚度约4.8毫米，跗蹠长约40毫米，尾长约49.6毫米。
這種鳥類在其彎曲的喙、長頸、淡色眉線和白色臀部方面與彎嘴濱鷸相似。它與該物種的明顯區別在於它的腿更長且顏色更淺，這也為其英文俗名和學名的由來。飛行時它也缺乏明顯的翅膀橫斑。繁殖期的成鳥特徵明顯，腹部有重重的橫紋，上下眉線帶有紅色斑塊。背部呈棕色，羽毛中心較暗。冬季羽毛基本上為上灰下白。
幼鳥高蹺濱鷸的頭部花紋強烈且背部呈棕色，但腹部無橫紋，且背部羽毛有白色邊緣。
測量：
- 長度: 7.9-9.1 英寸 （20–23 厘米）[7]
- 重量: 1.8-2.5 盎司 （50-70 克）[7]
- 翼展: 38–41 厘米[8]

## 飲食
這些鳥類在泥濘中覓食，通過視覺拾取食物，經常像與它們常在一起的半蹼鷸一樣猛刺。它們主要以昆蟲、其他無脊椎動物（如軟體動物）、種子以及水生植物的葉和根為食。

## 分佈與棲地
繁殖于北美洲北部；越冬于美国西南部至南美洲南部越冬。栖息在开放的湖泊、沼泽等湿地环境中。
高蹺濱鷸在北美洲的開放北極苔原上繁殖。它是一種長距離的遷徙侯鳥, 主要在北南美洲過冬。它在西歐、日本和北澳大利亞被視為罕見的迷鳥。

## 繁殖
這種鳥類在地面築巢，每窩產三到四枚蛋。雄鳥有展示飛行。在繁殖季節之外，這種鳥通常出現在內陸水域，而非開闊的海岸。

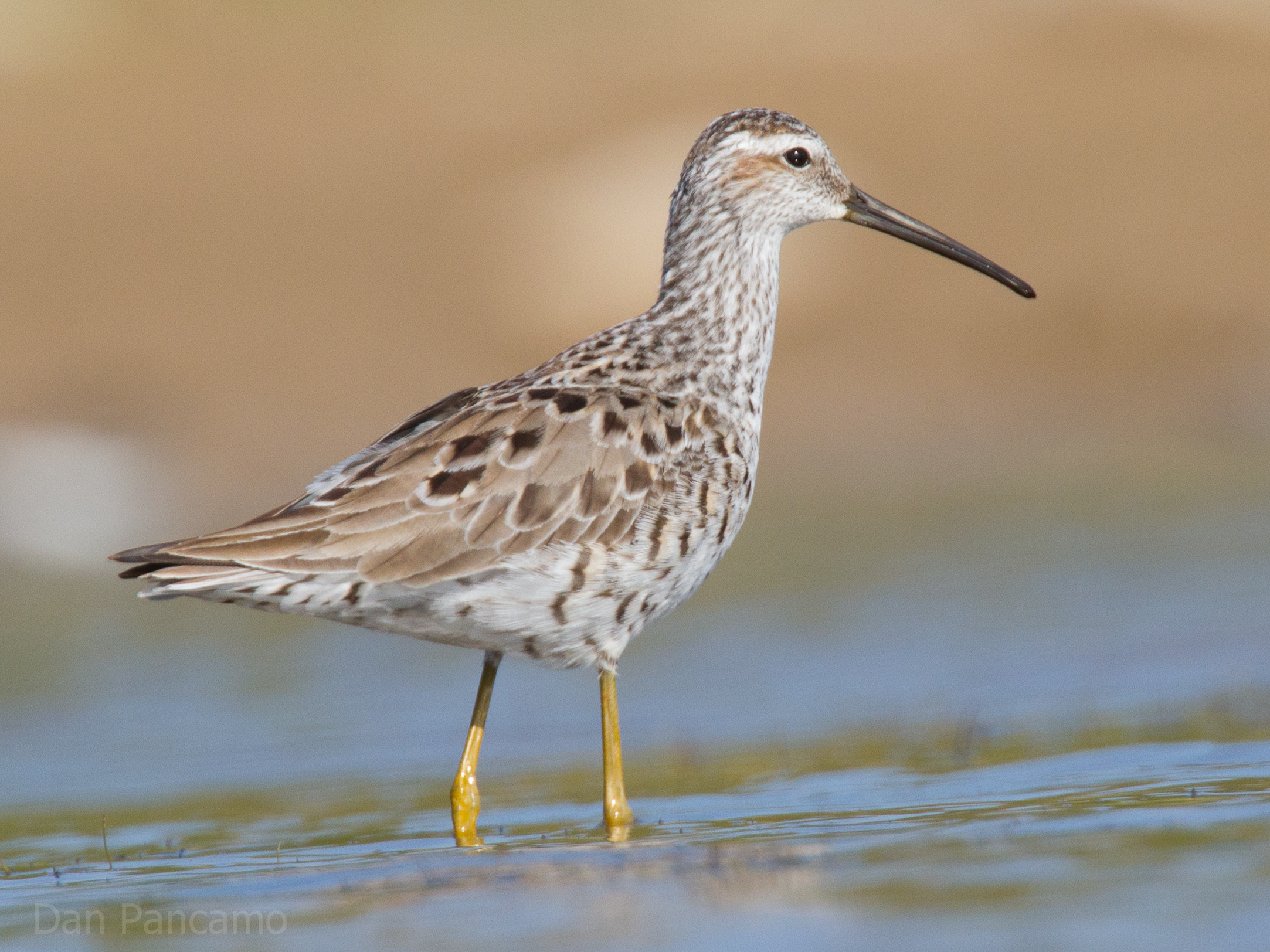
高蹺濱鷸 於 德克薩斯州金塔納

## 扩展阅读
- 維基物種上的相關：高蹺濱鷸